# Elroy, Wisconsin
Elroy är en ort i Juneau County i delstaten Wisconsin i USA med 1 578 invånare (2000). Elroy fick status som city den 7 april 1885.
I Elroy finns den enda biografen i Juneau County.

## Kända personer från Elroy
- Tommy Thompson, politiker